# Distrito de Lohardaga
Lohardaga (en hindi; लोहरदग्गा जिला) es un distrito de la India en el estado de Jharkhand. Código ISO: IN.JK.LO.
Comprende una superficie de 1 494 km².
El centro administrativo es la ciudad de Lohardaga.

## Demografía
Según censo 2011 contaba con una población total de 461 738 habitantes, de los cuales 229 163 eran mujeres y 232 575 varones.